# Der Spalter
Der Spalter ist ein Fernsehfilm der Grimmepreisträgerin Susanna Salonen, der auf dem Filmfest München am 27. Juni 2022 uraufgeführt wurde. Der Film ist ab 16. November in der ZDF-Mediathek, am 23. November 2022 als TV-Premiere zu sehen. Im Mittelpunkt der Handlung steht ein spätsommerlicher Grillnachmittag unter Nachbarn, der in einer Katastrophe endet. Laut Regisseurin ist die Komödie „quasi Gott des Gemetzels – in klein und im Garten“.

## Handlung
Oliver und Bianca leben am Rand von Berlin auf einem Grundstück mit Garten. Oliver ist aktuell Alleinverdiener, da Fotografin Bianca in der COVID-19-Pandemie beruflich Probleme bekam. Sohn Finn geht seinen Eltern meist aus dem Weg und organisiert mit Freunden heimlich Protestaktionen für Tierwohl und Klimaschutz. Direkte Nachbarn sind das Paar Dila und Simon. Die beiden wünschen sich ein Kind, doch alle Bemühungen waren bislang vergebens. Mit Dila trifft sich Bianca oft zum gemeinsamen Sport, Simon hat als Informatiker von der Pandemie ganz gut profitiert. Als Bianca die beiden kurzerhand zum Grillnachmittag einlädt, hat Oliver ein Problem. Er hatte sich mittlerweile mit seinem Vorgesetzten Lars zu einem Eishockeyspiel verabredet und ist wegen einer bevorstehenden Beförderung auf dessen Gunst angewiesen. Also spricht er Lars auf die Mailbox und informiert ihn, dass seine Schwiegermutter krank sei und er mit Bianca zu ihr fahren müsse.
Der Grillnachmittag beginnt, als Lars unerwartet an der Tür klingelt und nach dem Wohlbefinden der Schwiegermutter fragt. Oliver versucht sich entgegenkommend zu zeigen und lädt auch ihn spontan ein. Lars beginnt gleich konfrontativ auf die Beteiligten einzuwirken, indem er populistische Meinungen vertritt und damit zunächst insbesondere Bianca provoziert, die sich allerdings nicht wie Oliver devot verhält. Mit seinen Überzeugungen und Verschwörungstheorien eckt er bald auch bei Dila an, die sich vom zurückhaltenden Simon doch mehr Unterstützung dabei erwartet. Er hingegen scheint an einigen Ansichten Gefallen zu haben. Dila und Simon verlassen daraufhin das Grundstück. Als Lars dann im Haus allein auf Bianca trifft, sagt er ihr, Oliver habe sie betrogen, und versucht sich ihr körperlich zu nähern. Als sie ihn des Hauses verweist, er aber nicht ablässt, schlägt ihn der dazukommende Finn mit einer Flasche nieder, woraufhin Lars mit einer blutenden Kopfwunde liegenbleibt. Da es unterschiedliche Meinungen gibt, wie jetzt zu verfahren sei, wird der Verletzte erst einmal in den Keller gebracht. Die zurückkehrenden Dila und Simon wundern sich, dass Lars nicht mehr da ist, obwohl sein Wagen noch dasteht. Dann steht die Polizei vor der Tür, da Finn bei einer größeren Protestaktion seinen Rucksack mit persönlichen Sachen zurücklassen musste. Der verletzte Lars kommt dazu und beschuldigt Finn, ihn niedergeschlagen zu haben, da er ihm auf die Schliche gekommen sei mit seiner gefährlichen Protestaktion. Er sagt Oliver, sie sehen sich dann montags auf Arbeit, und geht.
Als Oliver Bianca schwört, dass er nicht fremdgegangen sei, beichtet sie ihm, dass sie eine Affäre gehabt habe. Oliver fährt daraufhin zur Arbeit. Bianca trifft vor dem Haus Dila, die ihr von ihrer Schwangerschaft berichtet und davon, dass sie sich von Simon trennen wird. Als Lars auf Arbeit etwas von Oliver fordert, sagt dieser ihm, dass er gerade gekündigt habe und nicht mehr für ihn arbeiten wird. Oliver fährt zu Bianca, erzählt ihr von der Kündigung und dass sie das schon irgendwie hinbekämen, vielleicht mache er einen Blog. Da die Affäre nicht mehr aktuell sei, ist das für Oliver erledigt.

## Hintergrund
Die Dreharbeiten fanden im September 2021 in Berlin statt.

## Soundtrack
Für den Soundtrack wurden unter anderem folgende Songs verwendet:
- The Chi-Lites (Oh Girl)
- Irie Révoltés (Jetzt ist Schluss, Résidanse)
- Wale feat. Sam Dew (LoveHate Thing)
- Fleetwood Mac (Go Your Own Way, Don't Stop)
- Elvis Presley (Suspicious Minds)
- Bobby Womack (Across the 110th Street)
- MC Solaar (Nouveau Western)
- Sophie Hunger (Le vent nous portera)
- Elen (Gut werden)

## Rezeption

### Kritiken
Der Fernsehkritiker Rainer Tittelbach lobt den Film in seiner Besprechung bei tittelbach.tv: „Inszeniert ist „Der Spalter“ kongenial zu Geschichte und Genre, frisch und flott.“ Zudem sei „Axel Stein, der sich schon lange von seinen klamaukigen Jugend-Rollen freispielen konnte, genauso perfekt […] als unverschämter Schwachstellen-Aufspürer wie Fabian Busch als der sprichwörtliche „Mr. Durchschnitt“ “. Er lobt das Ensemble, dem man zunächst bei den alltäglichen Banalitäten genauso gern zusehe wie im Verlauf, „wenn es ans Eingemachte geht“. Er lobt weiter, dass der Film mit einem offenen Ende die beste Lösung für die Geschichte sei. Tittelbach bezeichnet den Film als „Komödie mit Erkenntnisgewinn“ und gibt ihm 4,5 von 6 möglichen Sternen.
Das Lexikon des internationalen Films schreibt, bei dem Film handele es sich um eine „[h]ntergründige Komödie mit gutem Gespür für bissige Pointen und eine unaufhaltsame Spirale der Dispute bis zur Eskalation. Auch wenn dem Film am Ende etwas die Konsequenz fehlt, packt er präzise die Frage des Umgangs mit Provokateuren und Verbreitern von Verschwörungstheorien an“. Die Redaktion vergibt 3,5 von 5 Sternen.
Oliver Armknecht gibt dem Film in seiner Besprechung bei film-rezensionen.de insgesamt 6 von 10 Punkten. Er kritisiert an dem Film, dass letztlich nicht geklärt werde, wie Lars in seiner Unerträglichkeit eine Frau finden und im Beruf aufsteigen konnte – oder ob seine konfrontative Art Folge oder Ursache seiner Unzufriedenheit dafür sei. Dennoch bezeichnet Armknecht den Film als einen der interessantesten in letzter Zeit, da er die Zuschauer dazu zwinge, in den dargestellten Szenen Stellung zu beziehen. Mit seinen Unterthemen, von Rassismus oder Bedeutung von Arbeit bis hin zur Konzeption einer Familie, biete Der Spalter die Möglichkeit von Diskussionen. Insbesondere wenn man sich darauf einließe, würde sich der Film lohnen und über die „Durchschnittsware“ hinausgehen.

### Einschaltquoten
Die Erstausstrahlung des Films am 23. November 2022 im ZDF wurde in Deutschland 3,49 Millionen Zuschauern gesehen und erreichte so einen Marktanteil von 13,4 %.

## Auszeichnungen & Nominierungen
Der Spalter war nominiert für den Bernd Burgemeister Fernsehpreis auf dem Filmfest München.